# Silsden F.C.
Silsden A.F.C. là một câu lạc bộ bóng đá đến từ Silsden, West Yorkshire, Anh.

## Lịch sử
Câu lạc bộ được thành lập năm 1904. Mùa giải 2004–05, họ vào đến Vòng 2 của FA Vase. Hiện tại họ đang thi đấu ở North West Counties League Premier Division.
Đội bóng là một trong 2 đội duy nhất vô địch West Riding County FA Cup 3 năm liên tiếp – 2001, 2002 và 2003 trước khi gia nhập NWCFL mùa giải sau đó và lên hạng Premier Division (đội còn lại là Cammell Laird) ngay lần đầu tiên.
Mùa giải 2014–15, Silsden AFC xây dựng một đội hình phát triển để tham dự Lancashire Galaxy League dưới sự dẫn dắt của Paul Evans.
Ryan Haig được bổ nhiệm làm huấn luyện viên đội chính mùa giải 2015–16 nhưng từ chức vào tháng 2 vì lý do gia đình. Ông được thay thế bởi cựu cầu thủ James Gill.
Tháng 1 năm 2016 Silsden công bố kế hoạch trên trang web của họ khi cho phép tất cả những người có vé mùa củal Bradford City vào cửa miễn phí trong phần còn lại của mùa giải.

## Kình địch
Kình địch của Silsden gồm Barnoldswick Town, Colne và xa hơn là Nelson and Padiham.

## Sân vận động
Trong những năm đầu tiên ở North West Counties League họ chơi trên sân nhà Cougar Park, sân của đội bóng bầu dục Keighley Cougars. Tuy nhiên, đầu năm 2010 họ thực hiện kế hoạch nâng cấp sân cũ ở Silsden. Với sự hỗ trợ của Football Foundation, Sports England và Asda Foundation, ủy ban của câu lạc bộ, cầu thủ và sự hào phóng của nhà tài trợ và doanh nghiệp địa phương, giấc mơ của họ trở thành sự thật khi được trở lại đúng lúc bắt đầu mùa giải 2010–11. Dàn đèn, một khán đài, và nhiều trang thiết bị khác được trang bị cho phòng câu lạc bộ trị giá 1,2 triệu bảng Anh gồm cả sáu phòng thay đồ, 2 phòng trọng tài, 1 phòng vật lý trị liệu và 1 phòng chức năng.
Khởi đầu mùa giải 2012–13 chứng kiến sân vận động đổi tên thành Angel Telecom Stadium dưới gói hợp đồng 5 năm với Bradford-based telecommunications company.
Năm 2016 câu lạc bộ tiếp tục cải thiện sân đấu khi trang bị thêm khu vệ sinh ngoài và vùng cấp cứu có tên là '1904 Lounge' giúp câu lạc bộ trở lại với hình thành ban đầu.

## Đội hình hiện tại
Nguồn:
Ghi chú: Quốc kỳ chỉ đội tuyển quốc gia được xác định rõ trong điều lệ tư cách FIFA. Các cầu thủ có thể giữ hơn một quốc tịch ngoài FIFA.
| Số | VT | Quốc gia | Cầu thủ           |
| -- | -- | -------- | ----------------- |
| —  | TM | Anh      | Danny Thorpe      |
| —  | HV | Anh      | Matthew Moses     |
| —  | HV | Anh      | Ben Crabtree      |
| —  | HV | Anh      | Josh Brown        |
| —  | HV | Anh      | Kevin Ryan        |
| —  | TV | Anh      | Luke Richardson   |
| —  | TV | Anh      | Joe Mitchell      |
| —  | TV | Anh      | Will Storrie      |
| —  | TĐ | Anh      | Arron Hollindrake |
| —  | TĐ | Anh      | Dale Feather      |
| —  | TĐ | Anh      | Craig Nicholls    |
| —  | TĐ | Anh      | Chris Wademan     |
| —  | TĐ | Anh      | Josh McNulty      |

## Kỉ lục
- Thành tích tốt nhất tại FA Cup : Đấu lại Vòng loại 1 – 2004–05
- Thành tích tốt nhất tại FA Vase : Vòng 2 – 2004–05

## Danh hiệu

### Craven League
- 1996–97
  - Northern Plant Hire Cup Vô địch
  - Division Two Á quân
- 1997–98 
  - Division One Á quân
- 1998–99
  - Premier Division Vô địch
  - Premier League Cup Vô địch
  - Northern Plant Hire Cup Vô địch

### West Riding County Amateur League
- 1999–2000 Division Two Vô địch
- Division Two League Cup Vô địch
- 2000–01 Division One Vô địch
  - Division One League Cuo Vô địch
  - Keighley & District Challenge Cup Vô địch
  - Division Two (reserves) League Cup Vô địch
- 2001–02
  - West Riding County Cup Vô địch
  - Keighley & District Cup Vô địch
  - Reserve Division Two Vô địch
  - Premier Division Á quân
- 2002–03
  - West Riding County Cup Vô địch
  - Keighley & District Cup Vô địch
  - Premier Division Vô địch
  - Charity Shield Vô địch
  - Premier League Cup Vô địch
  - Keighley & District Supplementary Cup Vô địch